# 컨슈머 리포트

컨슈머 리포트(Consumer Reports, CR, 이전 이름: 컨슈머 유니온, Consumers Union, CU)은 독립적인 제품 테스트, 조사 저널리즘, 소비자 지향 연구, 공공 교육 및 소비자 옹호에 전념하는 미국의 비영리 소비자 조직이다.
1936년에 설립된 CR은 소비자가 제품의 안전성과 성능을 평가하는 데 사용할 수 있는 정보 소스 역할을 하기 위해 만들어졌다. 그 이후로 CR은 제품 및 서비스에 대한 테스트 및 분석을 계속했으며 입법 및 규칙 제정 영역에서 소비자를 옹호하려고 시도했다. CR이 역할을 한 개혁 중에는 안전 벨트 법의 출현, 담배의 위험 노출, 그리고 최근에는 소비자 금융 보호 강화 및 양질의 의료 서비스에 대한 소비자 접근성 증가가 있다. 조직은 또한 디지털 플랫폼 제품군으로 범위를 확장했다. Consumer Reports Advocacy는 자동차 제조업체에 대한 규제 강화를 포함하여 환경 문제를 자주 지원한다.
50개의 테스트 연구소를 포함한 조직의 본사는 뉴욕의 용커스에 있으며 자동차 테스트 트랙은 코네티컷의 이스트해덤(East Haddam)에 있다. CR은 잡지 및 웹 사이트 구독과 독립적인 보조금 및 기부금을 통해 자금을 조달한다. 마르타 L. 텔라도(Marta L. Tellado)는 컨슈머 리포트의 현 CEO이다. 그녀는 2014년에 포드재단과의 작업에 이어 참여 및 옹호 노력을 확대한다는 목표로 조직에 합류했다.
컨슈머 리포트의 주요 웹사이트 및 잡지는 자체 테스트 실험실 및 조사 연구 센터의 보고 및 결과를 기반으로 소비자 제품 및 서비스에 대한 리뷰 및 비교를 게시한다. CR은 광고를 받아들이지 않고 테스트하는 모든 제품에 대한 비용을 지불하며 비영리 조직으로서 주주가 없다. 또한 일반 및 대상 제품/서비스 구매 가이드를 게시한다.

## 같이 보기
- 슈티프퉁 바렌테스트
- UL (인증 기관)
- 소비자보호